# 클라우스 만

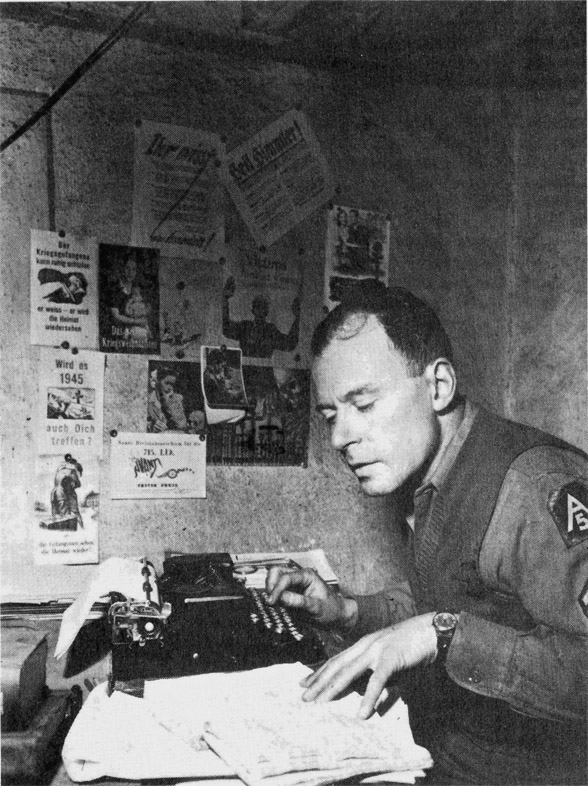

클라우스 만(Klaus Heinrich Thomas Mann, 1906년 11월 18일 ∼ 1949년 5월 21일)은 독일 태생의 미국의 작가이다.

## 생애
1906년 뮌헨에서 태어나 18세에 등단한다. 토마스 만의 장남인 그는 유명 작가의 2세로서 쉽게 문학 서클에 입문할 수 있었던 반면 평생 유명 작가의 아들이라는 그늘에서 벗어나지 못하고 늘 부친과 비교되는 단점도 안고 살았다. 독일 문학계 최초의 동성애에 관한 책 ≪경건한 춤(Der fromme Tanz)≫(1925), 자서전 ≪이 시대의 아이들(Kind dieser Zeit)≫(1932), 소설 ≪영원 속에서 만나는 점(Treffpunkt im Unendlichen)≫ 등을 출간하고, 히틀러가 집권한 1933년 파리로 망명했다. 그의 책은 나치 독일에서 분서의 대상이 되고 1934년에는 국적을 박탈당한다. 1935년 ≪메피스토(Mephisto)≫가 완성되며(1936) 암스테르담의 크베리도 출판사에서 출판되나 독일에서는 곧 금지된다. 1937년 토마스 만 가족은 체코슬로바키아 국적을 취득하고 1938년 2차 대전 발발 직전 모두 미국으로 망명하는 기회를 얻는다. 미국 망명 후 클라우스 만은 누이인 에리카 만과 더불어 나치 독일의 실상을 알리는 강연 여행을 하고 소설 ≪활화산: 망명자들 사이에서(Der Vulkan. Roman unter Emigranten)≫(1939)에서는 망명 작가들의 운명을 그린다. 1942년 영어로 쓰인 자서전 ≪전환점(The Turning Point)≫은 성공작으로 평가받았고 후에 독일어로도 출판된다. 1942년 군대에 입대하며 미국 국적을 취득한다. 종전 후에는 미군 잡지의 특파원으로 전단, 라디오 방송을 통해 나치의 만행을 보도한다. 약물 과용으로 1949년 자살에 이른다.